# Шарль де Бюэй
Шарль де Бюэй (Charles de Bueil) (до 1497 — 13 сентября 1515) — граф Сансера с 1513, барон де Вайли, сеньор де Бюэй.
Сын Жака де Бюэя и Жанны де Буа-Журдан. Брат Франсуа де Бюэя - архиепископа Буржа (1520-1525).
В 1503 году женился на Анне де Полиньяк (1495—1554), даме де Рандан и де Бомон, дочери и наследнице Жана де Полиньяка (1443—1500) и Жанны де Шамб де Монсоро. Жених и невеста в то время были ещё детьми.
В 1513 году наследовал отцу.
В 1515 году во время Итальянских войн командовал отрядом и погиб в битве при Мариньяно 13 сентября от рук швейцарцев.
Его сын Жан VI де Бюэй умер бездетным в 22-летнем возрасте (погиб при осаде Эдена в 1537 году).
Анна де Полиньяк в 1518 году вышла замуж за графа Франсуа II де Ларошфуко (1494—1533).